# Duikvaartuig
Bij de Nederlandse Koninklijke Marine is een duikvaartuig een vaartuig dat dient als moederschip voor duikers en kikvorsmensen in kust- en binnenwateren. De schepen zijn in gebruik bij de Defensie Duikgroep en worden ingezet bij het onklaar maken van mijnen en springstoffen, maar ook bij onderhoud en reparaties beneden de waterlijn van marineschepen.

## Geschiedenis
Bij de Koninklijke Marine werden in de jaren 1960 enkele mijnenvegers tot duikvaartuig verbouwd: eerst drie van de Dokkumklasse en later nog twee uit de vrijwel identieke Wildervankklasse. Deze schepen waren geschikt om duikoperaties in de kustwateren uit te voeren. Daarnaast beschikte de marine nog over vier kleinere duiksloepen voor duikoperaties in de binnenwateren.

## Vaartuigen in 2022
Anno 2022 heeft de marine vier duikvaartuigen van de Cerberusklasse in dienst en daarnaast de Soemba. Die laatste is de grootste en is in 1989 gebouwd. De Soemba kwam in 2009 bij de marine toen de duikopleidingen van Koninklijke Landmacht en de Koninklijke Marine samengevoegd werden. De vijf schepen kunnen in vrij ondiep water opereren en hebben alle een diepgang van 1,5 meter; de Dokkumklasse uit de jaren zestig had een diepgang van 2,55 meter met mijnenveegtuig aan boord.

### Cerberusklasse
- A851 Cerberus
- A852 Argus
- A853 Nautilus
- A854 Hydra

De Cerberusklasse is groter dan de duiksloepen, maar kleiner dan de oude Dokkum- en Wildervankklassen. Ze zijn alle vier 8,76 meter breed en 13,2 meter hoog, maar de Nautilus en de Hydra zijn ruim tien meter verlengd voor inzet als opleidingsschip.
De Cerberus en de Argus zijn 27,94 meter lang en hebben een waterverplaatsing van 222,8 ton in zout water. Ze bieden plaats voor een bemanning van 6. De Nautilus en de Hydra zijn 38,47 meter lang, met een waterverplaatsing van 340 ton. Er is ruimte voor 8 bemanningsleden en 22 opstappers.

### Soemba
De Soemba kwam op 6 juni 2009 bij de marine. De lengte is 42 meter, de breedte 9,50 meter en de hoogte 13,5 meter. De waterverplaatsing is 410 ton. De  capaciteit is 4 bemanningsleden en 17 opstappers.

## Trivia
- De Cerberussen bereiken een snelheid van 10,5 knopen, 18,5 kilometer per uur. Bij de Soemba, afkomstig van de landmacht, wordt de snelheid opgegeven als 15 km/u. Dat is 8,1 knopen.